# Ryslät
Ryslät är öar i Finland. De ligger i Finska viken och i kommunen Vederlax i den ekonomiska regionen  Kotka-Fredrikshamn i landskapet Kymmenedalen, i den södra delen av landet. Öarna ligger omkring 40 kilometer öster om Kotka och omkring 150 kilometer öster om Helsingfors.
Arean för den av öarna koordinaterna pekar på är 1,7 hektar och dess största längd är 210 meter i sydöst-nordvästlig riktning.